# Tim Hovey
Pour les articles homonymes, voir Hovey.
Tim Hovey de son vrai nom Timothy James Hovey, est un acteur américain, né à Los Angeles en Californie, le 19 juin 1945, et mort à Watsonville, le 9 septembre 1989.

## Biographie
Tim Hovey est découvert par un agent de cinéma qui a repéré sa photo dans la vitrine d'un magasin de photographie. Présenté à une audition pour l'émission de télévision de Milton Berle, il fait ses débuts d'acteur dans un épisode de Lassie en 1955. Cette même année, il enchaîne avec le rôle de Tiger Flaherty aux côtés de Charlton Heston dans La Guerre privée du major Benson.
Enfant acteur, il est un atout pour les studios de cinéma dans les années 1950 parce qu'il est capable de jouer le rôle d’ enfants encore plus jeunes que lui. En 1957, il  signe un contrat avec la société de production Universal International et apparaît dans deux westerns avec Jock Mahoney : Slim Carter et L'Héritage de la colère.
La dernière apparition à l'écran de Hovey est dans un épisode de la série télévisée Schlitz Playhouse of Stars, en 1959. Malgré une offre d'Otto Preminger pour une pièce à Broadway, il décide de se retirer de la scène.
Dans les années 1970 et 1980, Hovey vit dans le nord de la Californie.
Il devient le « road manager » du groupe de rock Grateful Dead, apprend à jouer de la guitare Slide  et pratique avec le groupe à l'occasion. De 1971 à 1977, Hovey est l'ingénieur du son du Grateful Dead et de Kingfish, le projet parallèle du chanteur, compositeur et guitariste de Grateful Dead, Bob Weir. Il est crédité en tant que co-auteur de Important Exportin 'Man (avec Dave Tobert), sur l'album Les Aventures de Panama Red, par les Nouveaux Cavaliers du Purple Sage.
Le 9 septembre 1989, Hovey meurt d'une surdose intentionnelle de drogue chez lui à Watsonville, en Californie.

## Filmographie

### Cinéma
- 1955 : La Guerre privée du major Benson (The Private War of Major Benson) de Jerry Hopper : Cadet Thomas Flaherty
- 1955 : Une femme diabolique (Queen Bee) de Ranald MacDougall : Ted Phillips
- 1956 : The Toy Tiger (en) de Jerry Hopper : Timmie Harkinson
- 1956 : Everything But the Truth de Jerry Hopper : Willie Taylor
- 1957 : L'Emprise de la peur (en) (Man Afraid) d' Harry Keller : Michael Collins
- 1957 : Slim Carter (en) de Richard Bartlett (en) : Leo Gallaher
- 1958 : L'Héritage de la colère (Money, Women and Guns) de Richard Bartlett (en) : Davy Kingman

### Télévision
- 1955 : Lassie (Série TV) : Malcolm
- 1955 : The Colgate Comedy Hour (Série TV) : Cadet Flaherty
- 1956 : Lux Video Theatre (en) (Série TV) : Austin
- 1956 : Playhouse 90 (Série TV) : Donny
- 1958 : General Electric Theater (Série TV) : Frank Morgan
- 1958 : Cimarron City (en) (Série TV) : Avery Wickham
- 1958 : Kraft Television Theatre (Série TV) : Jeff Hillyer
- 1958 : Schlitz Playhouse of the Stars (Série TV) : Timmy Parker